# 베이루트 국립박물관
베이루트 국립박물관(아랍어: متحف بيروت الوطنيّ)은 레바논 베이루트에 있는 국립 고고학 박물관이다. 컬렉션은 제1차 세계 대전 이후에 시작되었으며 박물관은 1942년에 공식적으로 개관했다. 박물관에는 총 100,000점의 유물이 소장되어 있으며, 대부분은 고대 유물 총국이 발굴한 유물과 중세 유물이다.
박물관은 베이루트 히포드롬과 고대 유물 총국 건물 옆에 있다.